# Niklas Lihagen
Niklas Lihagen, född 12 november 1983 i Örebro, Sverige, är en svensk professionell ishockeyspelare som tidigare har spelat för bland annat Västerås Hockey och Örebro HK. Från säsongen 2013/2014 spelar Lihagen i HC Vita Hästen.

## Biografi
Niklas Lihagen har spelat större delen av sin aktiva karriär i Örebro. Säsongen 2001/2002 var han utlånad några matcher till Lindlövens IF och säsongen 2002/2003 till IFK Hallsberg. Inför säsongen 2005/2006 skrev Lihagen kontrakt med Västerås Hockey, där han spelade två säsonger. Lihagen återvände till Örebro inför säsongen 2007/2008. 
Under en pågående match mot Bofors IK i december 2009, råkade Lihagen ut för hjärtstillestånd. Mycket tack vare ishockeydomaren Wolmer Edqvist och Bofors sjukvårdare Peter Carlssons hjärt-lungräddning insatser kvicknade Lihagen till. Wolmer Edqvist fick för sin insats TV-sportens Sportspegelpris i samband med Svenska idrottsgalan 2010, och blev även utnämnd till Rinkens riddare. Den avbrutna matchen mellan Örebro och Bofors återupptogs i Nobelhallen den 21 december 2009 och vanns av Bofors. Drygt tre år senare, våren 2012, skrev han nytt kontrakt med Örebro, och gjorde comeback den 15 september i samband med en träningsmatch mellan Örebro och Södertälje SK. Matchen vanns av Örebro med 7-1, och Lihagen noterades för två mål.
Inför säsongen 2013/2014 blev han ej erbjuden nytt kontrakt i Örebro, som säsongen innan avancerat till SHL. Istället erbjöds han en plats i Vita Hästen, där han även fick rollen som lagkapten.

## Klubbar
- Örebro HK ( 2000/2001–2004/2005, 2007/2008–2012/2013)
- Västerås Hockey (2005/2006–2006/2007)
- HC Vita Hästen (2013/2014)
- Karlskrona HK (2014/2015-)